# Робинсон, Джон (хоккеист на траве)
Джон Йейт Робинсон (англ. John Yate Robinson; 6 августа 1885, Кэтфорд, Большой Лондон — 23 августа 1916, Рогемптон, Большой Лондон) — английский хоккеист на траве, полузащитник. Олимпийский чемпион 1908 года.

## Биография
Джон Робинсон родился 6 августа 1885 года в районе Кэтфорд британского города Лондон.
Играл в хоккей на траве за «Оксфорд» в 1906—1909 годах, был капитаном команды. Джон также выступал в крикете и футболе.
В 1907—1911 годах провёл 9 матчей за сборную Англии.
В 1908 году вошёл в состав сборной Англии по хоккею на траве на летних Олимпийских играх в Лондоне и завоевал золотую медаль, которая пошла в зачёт Великобритании. Играл на позиции полузащитника, провёл 3 матча, мячей не забивал.
Участвовал в Первой мировой войне. Был капитаном Северного Стаффордширского полка, служил в Галлиполи и Месопотамии. В начале 1916 года был удостоен Военного креста.
В бою в Месопотамии был тяжело ранен и скончался 23 августа 1916 года в лондонском районе Рогемптон. Похоронен на Большом Малверском кладбище в Вустершире.

## Семья
Отец был священником англиканской церкви. Помимо Джона в семье было ещё шестеро сыновей.
Братья Джона Робинсона Лоуренс и Хью также играли в хоккей на траве, оба в разные годы были капитанами «Кембриджа».
Племянник — Энтони Робинсон (1925—1982), английский и британский хоккеист на траве. Бронзовый призёр летних Олимпийских игр 1952 года, участник летних Олимпийских игр 1956 года.